# Фальдерманн, Франц
Франц Фальдерманн (нем. Franz Faldermann; 28 февраля 1799, Хайдельберг — 30 ноября 1838, Санкт-Петербург) — немецкий энтомолог.

## Биография
Франц Фальдерманн родился 28 февраля 1799 года в городе Хайдельберге.
Работал сначала в садоводстве отца, затем путешествовал по Германии и Англии. По приглашению директора Санкт-Петербургского ботанического сада Фишера, поступил на службу старшим садовником. Интересуясь естественными науками уже с молодости, Фальдерманн впоследствии ограничился исключительно собиранием и описанием жуков и значительно способствовал изучению русской фауны по этим насекомым. 
Франц Фальдерманн умер 30 ноября 1838 года в городе Санкт-Петербурге.
Среди его трудов наиболее известны следующие: «Species novae Coleopterorum Mongoliae et Sibiriae incolarum» («Bull. Soc. Nat.», M., 1833); «Bereicherung der Käferkunde des Russischen Reiches» (там же, 1836); «Fauna entomologica transcaucasica» (3 т., 1835—1838).
Его сын, Адольф, окончил Санкт-Петербургский университет, в 1874—1876 годах был старшим наблюдателем в Петербургском технологическом институте.